# 313
Évszázadok: 3. század – 4. század – 5. század
Évtizedek: 260-as évek – 270-es évek – 280-as évek – 290-es évek – 300-as évek – 310-es évek – 320-as évek – 330-as évek – 340-es évek – 350-es évek – 360-as évek
Évek: 308 – 309 – 310 – 311 –  312 – 313 – 314 – 315 – 316 – 317 – 318

## Események

### Római Birodalom
- Constantinus és Maximinus Daia (augusztustól Licinius) császárokat választják consulnak.
- Februárban Constantinus és Licinius Mediolanumban (Milánó) találkozik és megerősítik szövetségüket. Licinius feleségül veszi Constantinus féltestvérét, Constantiát. Kiadják a mediolanumi ediktumot, amely véget vet a keresztényüldözésnek, vallásszabadságot hirdet és visszaszolgáltatja a keresztényeknek korábban elkobozott birtokaikat.
- A szövetségesét vesztett, elszigeteléstől tartó Maximinus Daia megtámadja Liciniust. 70 ezres sereggel átkel a Boszporuszon és elfoglalja Trákiában Heraclea városát.
- A tzirallumi csatában Licinius döntő győzelmet arat Maximinus felett, aki elmenekül, majd Ciliciában meghal (vagy öngyilkos lesz vagy betegsége miatt).
- Licinius kivégezteti a potenciális trónkövetelőket: megöleti Maximinus feleségét és gyerekeit, Galerius fiát, Candidianust és Severus fiát, Severianust. Diocletianus felesége, Prisca és lánya, Galeria Valeria elmenekül és mintegy két évig bujdokolva élnek.
- Rómában elkészül Maxentius bazilikája, amelyet már Constantinus fejez be és eltávolíttat az épületről mindent, ami elődjére utalna.
- A Miltiades pápa által összehívott letaráni zsinat elítéli az észak-afrikai Donatus nézeteit (Donatus ragaszkodott hozzá, hogy a keresztényüldőzések alatt a hatóságokkal együttműködő papok csak újrakeresztelés és újraszentelés után szolgáltathassák ki a szentségeket).

### Kína
- Liu Cung, az észak-kínai Han Csao állam vezetője kivégezteti a Csin-dinasztia foglyul ejtett császárát, Huajt. A császár elmenekült unokaöccse, a 13 éves Sze-ma Je a régi fővárosban, a nagyrészt elpusztult és elnéptelenedett Csanganban Min uralkodói néven császárrá kiáltja ki magát.

### Japán
- Nintoku lép a japán császári trónra.

## Születések
- Jeruzsálemi Szent Cirill, egyháztanító
- Vak Didümosz, keresztény teológus

## Halálozások
- március 14. – Csin Huaj-ti, kínai császár
- Maximinus Daia, római császár

## Fordítás
- Ez a szócikk részben vagy egészben  a(z)   313 című angol Wikipédia-szócikk ezen változatának fordításán alapul.  Az eredeti cikk szerkesztőit annak laptörténete sorolja fel. Ez a jelzés csupán a megfogalmazás eredetét és a szerzői jogokat jelzi, nem szolgál a cikkben szereplő információk forrásmegjelöléseként.